# Synodala utgåvan av kyrkslaviskan
Synodala utgåvan av kyrkslaviskan är en utgåva av det liturgiska språket kyrkslaviska. Den används officiellt i gudstjänster och liturgier i den Rysk-ortodoxa kyrkan.

## Historik
Synodala utgåvan av kyrkslaviskan har sitt ursprung från 1600-talet, då den Ukrainsk-belarusiska utgåvan och den Gamla Moskvautgåvan sammanställdes med varandra.
Dock används den Gamla Moskvautgåvan än idag av de gammaltroende. De gammaltroende splittrades från den Rysk-ortodoxa kyrkan under 1600-talet (se raskol), då kyrkans dåvarande patriark Nikon ville anpassa liturgierna till grekisk-ortodoxa liturger, något som de gammaltroende vägrade att acceptera.